# 札幌病院長自殺事件
札幌病院長自殺事件（さっぽろびょういんちょうじさつじけん）は、国家賠償責任と日本国憲法第51条の国会議員の発言の免責特権に関して争われた裁判。1985年に国会で議員が病院院長の破廉恥行為等を取り上げたところ、翌日当該医師が自殺し、妻が国と議員に対し損害賠償を求めて訴えたが、1997年に最高裁で棄却された。

## 概要
1985年（昭和60年）11月21日に第103回国会の衆議院社会労働委員会における医療法改正法案の審議に際し、竹村泰子衆議院議員が北海道札幌市北区のある精神科病院の問題を取上げ質疑し、病院長Aが複数の女性患者に対して破廉恥な行為をし、薬物を常用するなど通常の精神状態ではないのではないか、現行の行政の中でこのような医師はチェックできないのではないか等と言及した。
竹村の発言から翌日の11月22日に病院長Aは「死をもって抗議する」という旨の遺書を残して自殺した。
病院長Aの妻Bは質疑をした竹村に対して民法第709条と第710条に基づき、また国に対しては国家賠償法第1条第1項に基づいてそれぞれ損害賠償を請求した。1993年（平成5年）7月16日に札幌地方裁判所は「竹村の発言が憲法第51条の免責対象になるとしても竹村に対する訴えが不適法になることは無いとする一方で、本件発言は憲法第51条の演説に該当し、憲法第51条は絶対的免責特権を定めたものと解することができ、仮に制限的免責特権の立場にたったとしても、竹村がその内容が虚偽であると知りながら、または虚偽であるか否かを不遜にも考慮せずに不適正、違法な目的のために発言を行ったということもできない」として竹村への請求を棄却し、「憲法第51条の免責特権が認められることは必ずしも国家賠償法上の違法がなかったことを意味しないが、竹村の発言で適示された内容が虚偽であるとか、調査が十分でないとの事実は認められず、国家賠償法に基づく職務上の法的義務に対する違背は認められない」として国に対する請求も棄却した。Bは控訴するも、1996年（平成8年）3月15日に札幌高等裁判所は「竹村に対する請求それ自体はたとえ当該発言が免責の対象にならないとしても、国家賠償法上公務員個人の賠償責任は問えないと解されるから失当である」とし、国に対する請求も第一審とほぼ同様の判断が示された。これを受けて、Bは上告した。
1997年（平成9年）9月9日に最高裁判所は以下のように判示して上告を棄却した。
- 仮に当該発言が竹村の故意又は過失による違法な行為であるとしても、国が賠償責任を負うことがあるのは格別、公務員である竹村個人はBに対してその責任を負わないと解すべきであり、したがって、当該発言が憲法第51条に規定する「演説、討論又は票決」に該当するかどうかを論ずるまでもなく、Bの竹村に対する請求には理由がない。
- 質疑等においてどのような問題を取り上げ、どのような形でこれを行うかは、国会議員の政治的判断を含む広範な裁量に委ねられている事柄とみるべきであって、たとえ質疑等によって結果的に個別の国民の権利等が侵害されることになったとしても、直ちに当該国会議員がその職務の法的義務に違背したとはいえない。
- 国の国家賠償法上の責任が肯定されるためには、当該国会議員がその職務とは関わりなく違法又は不当な目的をもって事実を摘示し、あるいは、虚偽であることを知りながらあえてその事実を摘示するなど、特別の事情があることを必要とする。